# 劉裕安
劉裕安（1985年3月17日—），為台灣的棒球選手，曾效力於中華職棒兄弟象隊，守備位置為外野手。2009年季末無預警遭到釋出，結束僅一年的職棒生涯。

## 經歷
- 台中市力行國小少棒隊
- 台中市中山國中青少棒隊
- 台中市臺中高農青棒隊
- 文化大學棒球隊（美孚巨人）
- 中華職棒兄弟象隊代訓球員（2007年－2008年）
- 中華職棒兄弟象隊（2009年）
- 文化大學棒球隊教練（乙組）（2010年－2011年）
- 台北市健康國小少棒隊總教練（2011年）
- 桃園縣新明國中青少棒隊教練（2011年－2014年）
- 桃園縣龜山國中青少棒隊教練（2014年－2016年）
- 桃園縣錦興國小少棒隊總教練（2016年－）

## 職棒生涯成績
| 年度   | 球隊   | 出賽 | 打數 | 安打 | 全壘打 | 打點 | 盜壘 | 四死 | 三振 | 壘打數 | 雙殺打 | 打擊率 |
| ------ | ------ | ---- | ---- | ---- | ------ | ---- | ---- | ---- | ---- | ------ | ------ | ------ |
| 2009年 | 兄弟象 | 41   | 44   | 12   | 0      | 5    | 1    | 8    | 10   | 15     | 1      | 0.273  |
| 合計   | 1年    | 41   | 44   | 12   | 0      | 5    | 1    | 8    | 10   | 15     | 1      | 0.273  |

## 外部連結
- 劉裕安在台灣棒球維基館上的頁面（繁體中文）
- 球員資訊和成績在中華職棒官網（中文）